# Dolly Golden

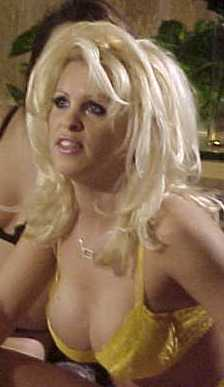
Dolly Golden 1999

Dolly Golden (* 28. August 1973 in Annecy als Samya Bouzitoune) ist eine französische ehemalige Pornodarstellerin, die von 1995 (nach anderen Quellen 1996) bis 2001 in über 130 Filmen mitspielte.

## Leben
Nach ihrem Abitur (mit Schwerpunkt Fremdsprachen) studierte sie nach eigenen Angaben von 1991 bis 1993 Außenhandel am Institut universitaire de technologie in Annecy-le-Vieux und erwarb ein (mit dem Bachelor-Abschluss vergleichbares) DUT. Bei Aufnahmen für Softcore-Fotos will sie ihre exhibitionistische Ader entdeckt haben und stieg recht schnell in die Hardcore-Branche ein. Auf der Suche nach einem Künstlernamen, zu dem sie eine Geschichte erzählen konnte, traf sie einen Filmpartner, der die Form ihres Pos mit Äpfeln verglich, und wählte daraufhin den Namen Golden nach einer Apfelsorte.
Anfangs drehte sie nur für europäische Produktionen, ganz zu Beginn auch im Amateur-Bereich, dessen der Ästhetik nicht förderliche Produktionsbedingungen sie allerdings abstießen. Nach dem Gewinn des European X Award 1997 spielte sie auch verstärkt in amerikanischen Filmen. Außerdem trat sie in verschiedenen Musikvideos auf, darunter dem Clip Family Affair des französischen Hip-Hop-Duos Arsenik. Im Jahr 2000 produzierte sie mit ihrem Ehemann, dem ab 1995 ebenfalls als Pornodarsteller tätigen Franzosen Marc Barrow, auch selbst einen Pornofilm. Nachdem beide zusammen einen schweren Motorradunfall gehabt hatten, der für Barrow das Ende seiner Filmkarriere bedeutete, konnte Bouzitoune aufgrund einer Fußverletzung für 4 Monate ihrem Beruf nicht nachgehen, was sie zunächst sehr deprimierte. Sie stellte jedoch während ihrer Pause fest, dass sie auch ohne Dreharbeiten leben konnte und ihre Motivation nachgelassen hatte, und zog sich daraufhin 2001 nach einem allerletzten Film aus dem Geschäft zurück.
Noch 2001 veröffentlichte sie das Buch Le meilleur des perles du X, in dem sie verschiedene Anekdoten aus ihrer aktiven Zeit beschrieb. Danach besuchte sie für 2 Jahre eine Schauspielschule und trat in Nebenrollen von Mainstream-Filmen, unter anderem in der Komödie L'Ex-femme de ma vie (als Samya Selti) auf. Außerdem interviewte sie für die Zeitschrift Vérité bis zu deren Einstellung 2 Jahre lang verschiedene Prominente aus dem Unterhaltungsbereich und schrieb ein Jahr lang eine doppelseitige Rubrik zum Thema Erotik in der Zeitschrift Nightlife. Seit 2006 ist sie bei Marc Dorcel in der Öffentlichkeitsarbeit tätig und organisiert für dessen gleichnamige Firma pornografische Veranstaltungen und Tourneen.
Sie ist seit 1993 mit Marc Barrow verheiratet. Als den Lieblingsfilm ihrer Karriere bezeichnet sie Le point Q mit Christophe Clark.

## Auszeichnungen
- European X Award 1997: Beste europäische Darstellerin
- Hot d’Or 1999: Beste weibliche Nebenrolle (in Croupe du Monde 98)
- Hot d’Or 2000: Beste französische Darstellerin (in Les tontons tringleurs)

## Filmografie (Auswahl)
- 1998: Four Fucking Daughters (frz. 4 filles de leur père)
- 1998: Wild 'n' Wet (frz. La fièvre au corps)
- 1999: Con-job
- 1999: Drop Dead, Gorgeous
- 1999: Promotions Company 1623: Dolly
- 1999: Serenity In Denim
- 1999: Striscia… la Coscia
- 2000: Dolly And The Anal Whores
- 2000: Pussyman’s Decadent Divas 6 & 9